# Суботцівська сільська рада
Суботцівська сільська рада — колишній орган місцевого самоврядування у Знам'янському районі Кіровоградської області з адміністративним центром у с. Суботці.

## Населені пункти
Сільській раді підпорядковані населені пункти:
- с. Суботці
- с. Костянтинівка
- с. Коханівка

## Склад ради
Рада складається з 14 депутатів та голови.

### Керівний склад ради
| ПІБ                            | Основні відомості                                                 | Дата обрання | Дата звільнення |
| ------------------------------ | ----------------------------------------------------------------- | ------------ | --------------- |
| Вдовіченко Валерій Миколайович | Сільський голова, 1947 року народження, безпартійний              | 26.03.2006   | 01.11.2007      |
| Борідченко Андрій Васильович   | Сільський голова, 1972 року народження, освіта вища, безпартійний | 16.03.2008   | 31.10.2010      |
| Борідченко Андрій Васильович   | Сільський голова, 1972 року народження, освіта вища, безпартійний | 31.10.2010   | 12.11.2015      |
| Борідченко Андрій Васильович   | Сільський голова, 1972 року народження, освіта вища, безпартійний | 12.11.2015   | 17.07.2018      |

Примітка: таблиця складена за даними джерела

## Населення
Згідно з переписом УРСР 1989 року чисельність наявного населення сільської ради становила 4027 осіб, з яких 1931 чоловік та 2096 жінок.
За переписом населення України 2001 року в сільській раді мешкало 3670 осіб.

### Мова
Розподіл населення за рідною мовою за даними перепису 2001 року:
| Мова       | Відсоток |
| ---------- | -------- |
| українська | 92,74 %  |
| російська  | 6,05 %   |
| білоруська | 0,40 %   |
| молдовська | 0,38 %   |
| вірменська | 0,22 %   |
| циганська  | 0,08 %   |
| угорська   | 0,03 %   |